# Бирилёв, Павел Андреевич
Бирилёв Павел Андреевич (1881—1916) — офицер Российского императорского флота, участник Русско-японской войны, вахтенный офицер канонерской лодки «Кореец», участник боя у Чемульпо, Георгиевский кавалер, капитан 2 ранга.

## Биография
Бирилёв Павел Андреевич родился 21 июня 1881 года. Окончил Морской кадетский корпус, 6 мая 1902 года произведён в мичманы. Назначен для прохождения службы на миноносец «Бурный», на котором совершил переход из Кронштадта в Порт-Артур, был приписан к Квантунскому флотскому экипажу. В 1903 году назначен вахтенным начальником миноносца «Бдительный» 1-го отряда миноносцев Первой Тихоокеанской эскадры, а 3 января 1904 года — исправляющим должность штурманского офицера канонерской лодки «Кореец».

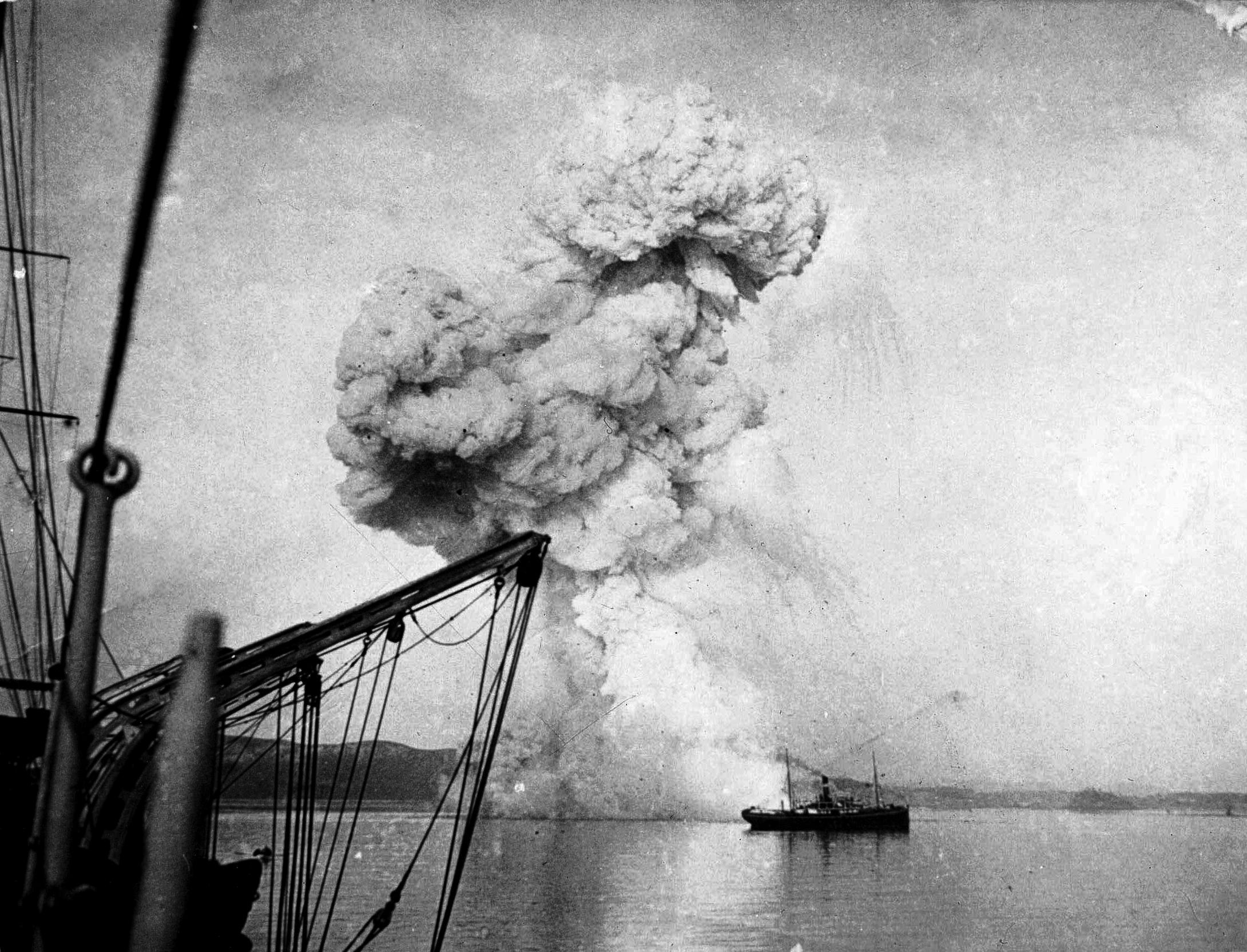
Подрыв «Корейца». 1904 г.

В самом начале Русско-японской войны 1904—1905 годов крейсер 1-го ранга «Варяг» и канонерская лодка «Кореец» находились в нейтральном корейском порту Чемульпо. 27 января (9 февраля) 1904 года они приняли неравный бой у Чемульпо с кораблями японской эскадры. Весь экипаж лодки проявил храбрость и самоотверженность во время боя. Мичман Бирилёв был одним из организаторов взрыва лодки, чтобы не допустить захвата корабля японцами. Когда команда корабля отошла от борта на спущенных шлюпках к французскому крейсеру «Паскаль», мичман Бирилёв оставался у трапа старшим четвёрки (гребная лодка) с нижними чинами и дожидался «охотников», которые закладывали заряды для взрыва корабля. После того как «Кореец» был взорван на рейде Чемульпо, экипаж канонерской лодки на крейсере «Паскаль» был доставлен в Сайгон, а позже вернулся в Россию.
За отличие в бою с японской эскадрой 23 февраля 1904 года высочайшим приказом мичман Бирилёв был награждён орденом Святого Станислава 3-й степени с мечами и бантом, а 16 апреля 1904 года — орденом Святого Георгия 4-й степени за бой «Варяга» и «Корейца» с эскадрой адмирала Уриу.
6 декабря 1905 года был произведён в лейтенанты. Продолжал службу на флоте, в 1909 году награждён орденом Святой Анны 3 степени и французским орденом Почётного легиона. Командовал эскадренным миноносцем «Бесшумный». В 1914 году за безобразное поведение в нетрезвом виде в Морском собрании был под судом, приговором суда отрешен от должности командира эскадренного миноносца «Бесшумный» с последствиями, приведенными в 44-й статьи Военно-морского устава о наказаниях.
10 апреля 1916 года произведён в капитаны 2 ранга. Скончался от болезни 9 июня 1916 года и 21 июня того же года исключён из списков Морского ведомства.
У Павла был младший брат — Вадим Бирилёв 2-й (1886—1961), военный моряк, произведённый в офицеры из юнкеров флота. Командир дивизиона бригады траления Черноморского флота. Служил во ВСЮР и Русской Армии, командир корабля «Алтай» до эвакуации из Крыма. Капитан 2-го ранга. Эмигрировал в Тунис.

## Награды
Капитан 2 ранга Бирилёв Павел Андреевич был награждён орденами и медалями Российской империи:
- орден Святого Станислава 3-й степени с мечами и бантом (23.02.1904);
- орден Святого Георгия 4-й степени (16.04.1904);
- орден Святой Анны 3 степени (06.12.1909);
- Серебряная медаль «За бой „Варяга“ и „Корейца“» (1904);
- Серебряная медаль «В память русско-японской войны» с бантом на Александро-Невской ленте (1906);
- Светло-бронзовая медаль «В память 300-летия царствования дома Романовых» (1913);
- Светло-бронзовая медаль «В память 200-летия морского сражения при Гангуте» (1915).

Иностранные:
- орден Почётного легиона, кавалер (1909, Франция)[2].